# AAPT Championships 2000
L'AAPT Championships 2000 è stato un torneo di tennis giocato sul cemento. È stata la 24ª edizione del Torneo di Adelaide, che fa parte della categoria International Series nell'ambito dell'ATP Tour 2000. Si è giocato ad Adelaide in Australia dal 3 al 10 gennaio 2000.

## Campioni

### Singolare
Lleyton Hewitt ha battuto in finale  Thomas Enqvist con il punteggio di 3–6, 6–3, 6–2.

### Doppio
Todd Woodbridge /  Mark Woodforde hanno battuto in finale  Lleyton Hewitt /  Sandon Stolle con il punteggio di 6–4, 6–2.